# Parc national Gorkhi-Terelj
Le parc national de Gorkhi-Terelj (mongol : Горхи-Тэрэлж, litt. « ruisseau - rhododendron ») est situé en Mongolie, à environ 70 km à l'est de la capitale Oulan-Bator. 

## Présentation
Cette zone géographique a également donné son nom à un soda. Le  parc national Gorki-Terelj se situe dans la zone  protégée des Monts Khentii (en mongol: Хэнтийн нуруу) qui abritent le monastère Gunji érigé au XVIIIe siècle. De nombreux Ovoo balisent le chemin qui y mène.

## Photos

### Monts Khentii

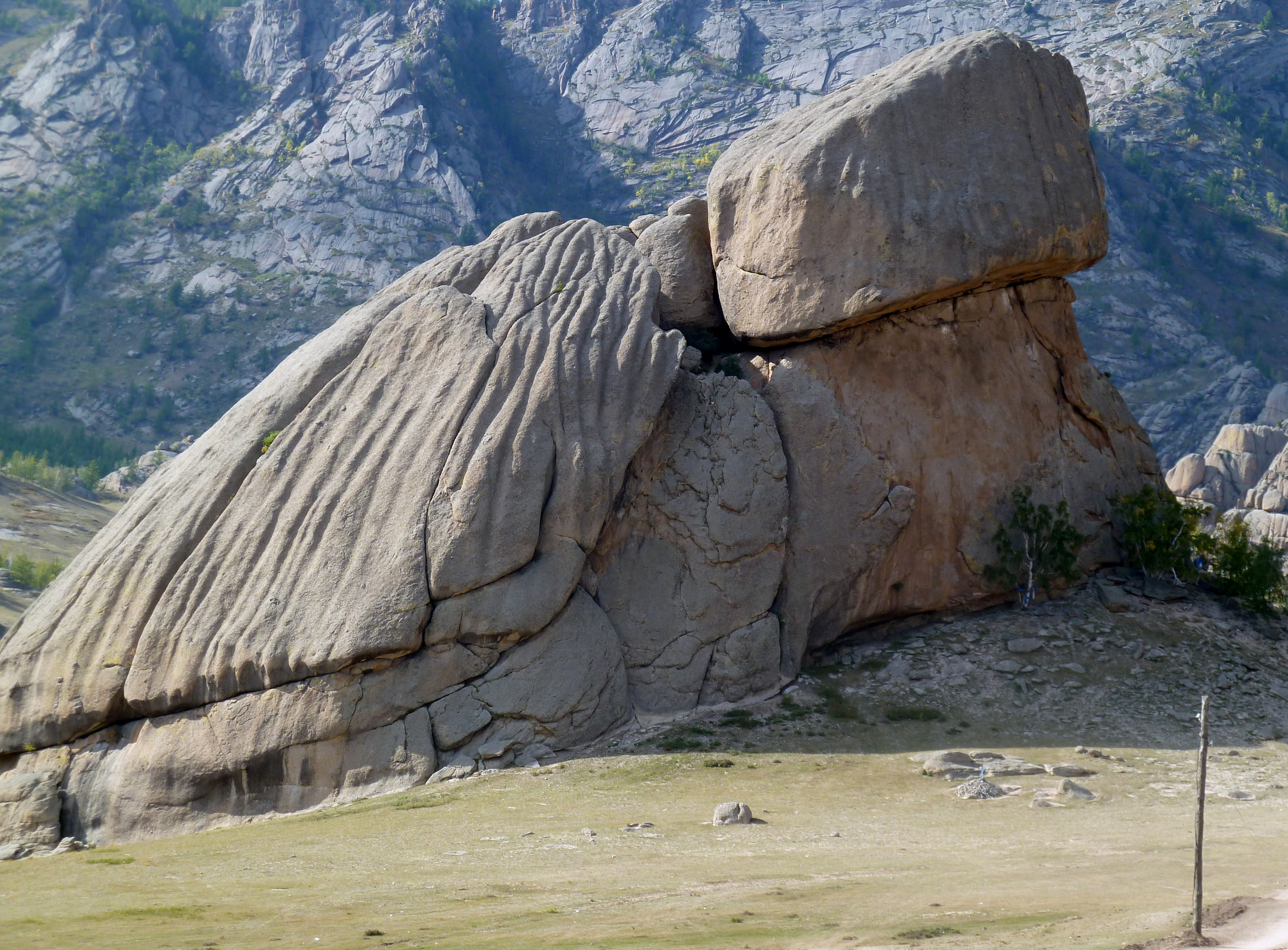
Le rocher de la « Tortue »
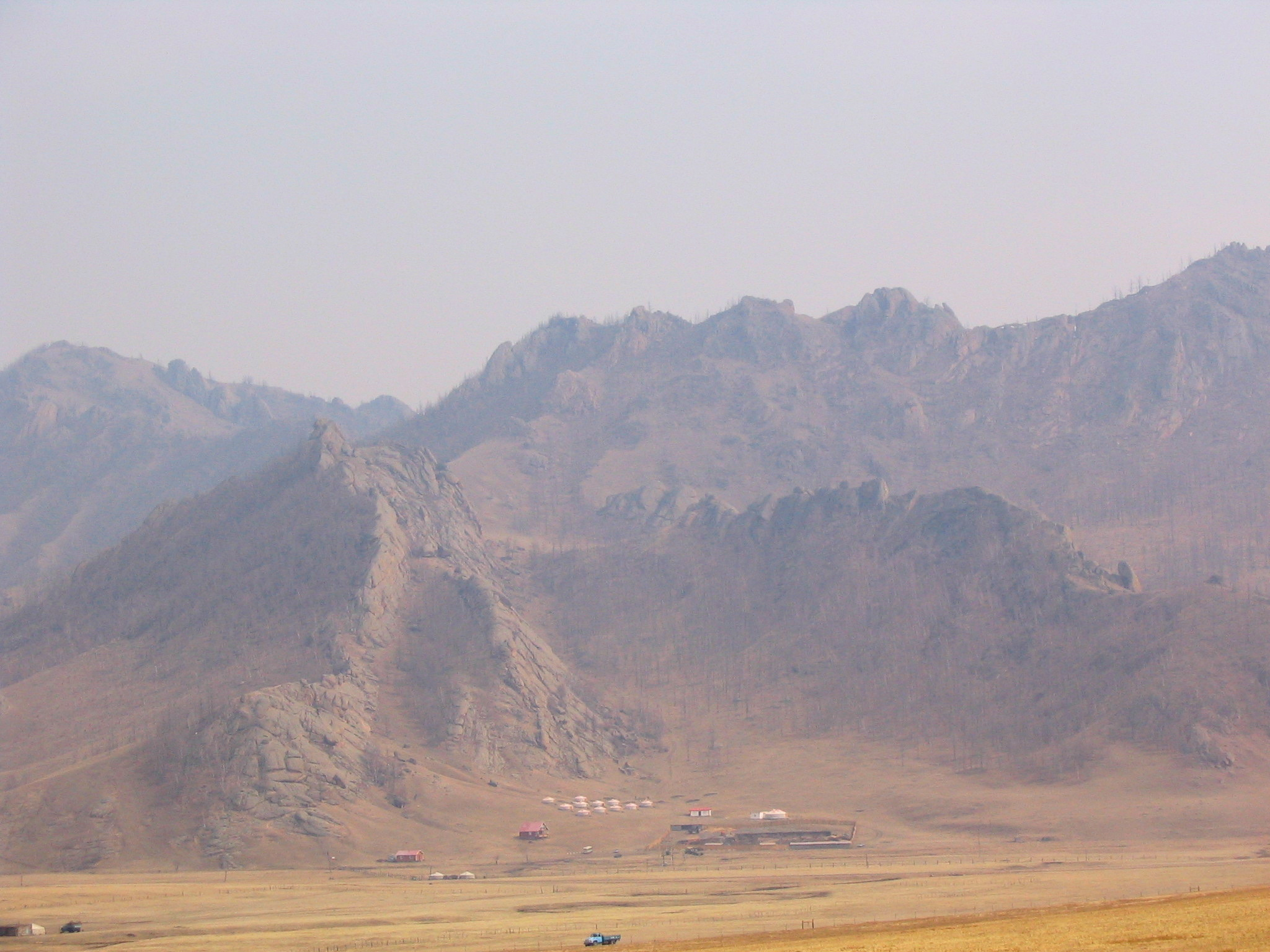
Montagnes
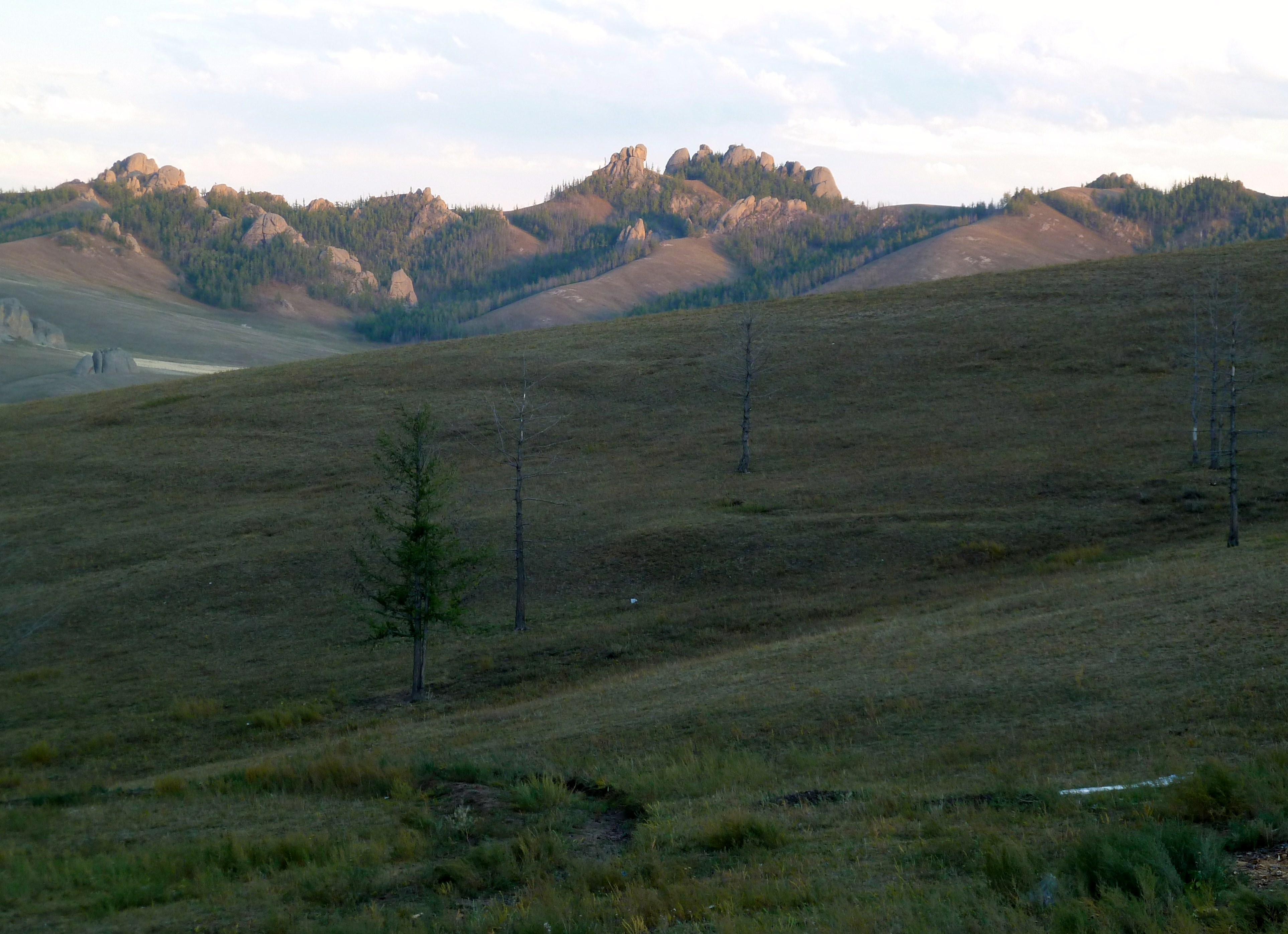
Les montagnes Khentii

### Objets de Culte

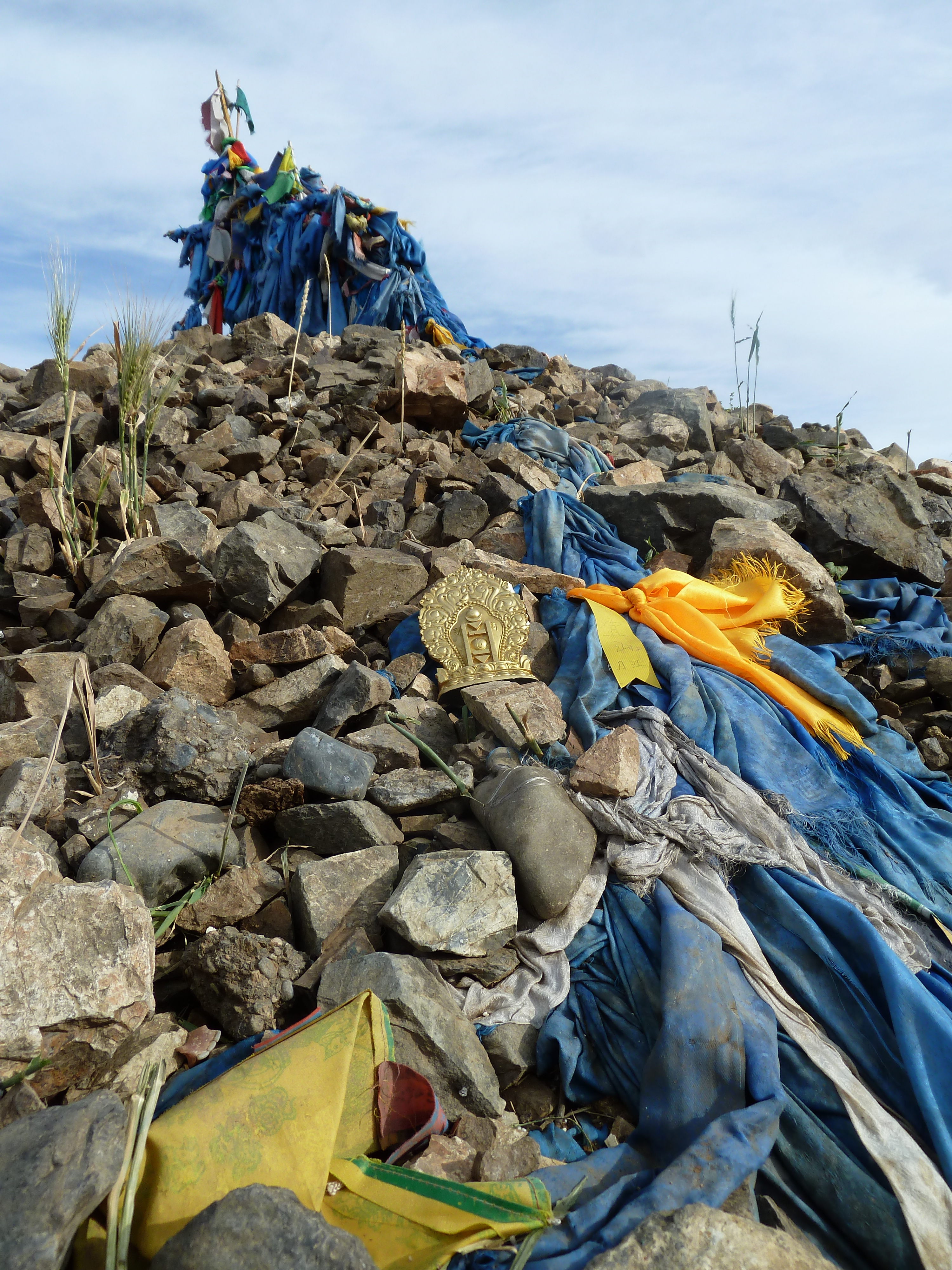
Ovoos in Gorkhi-Terelj National Park
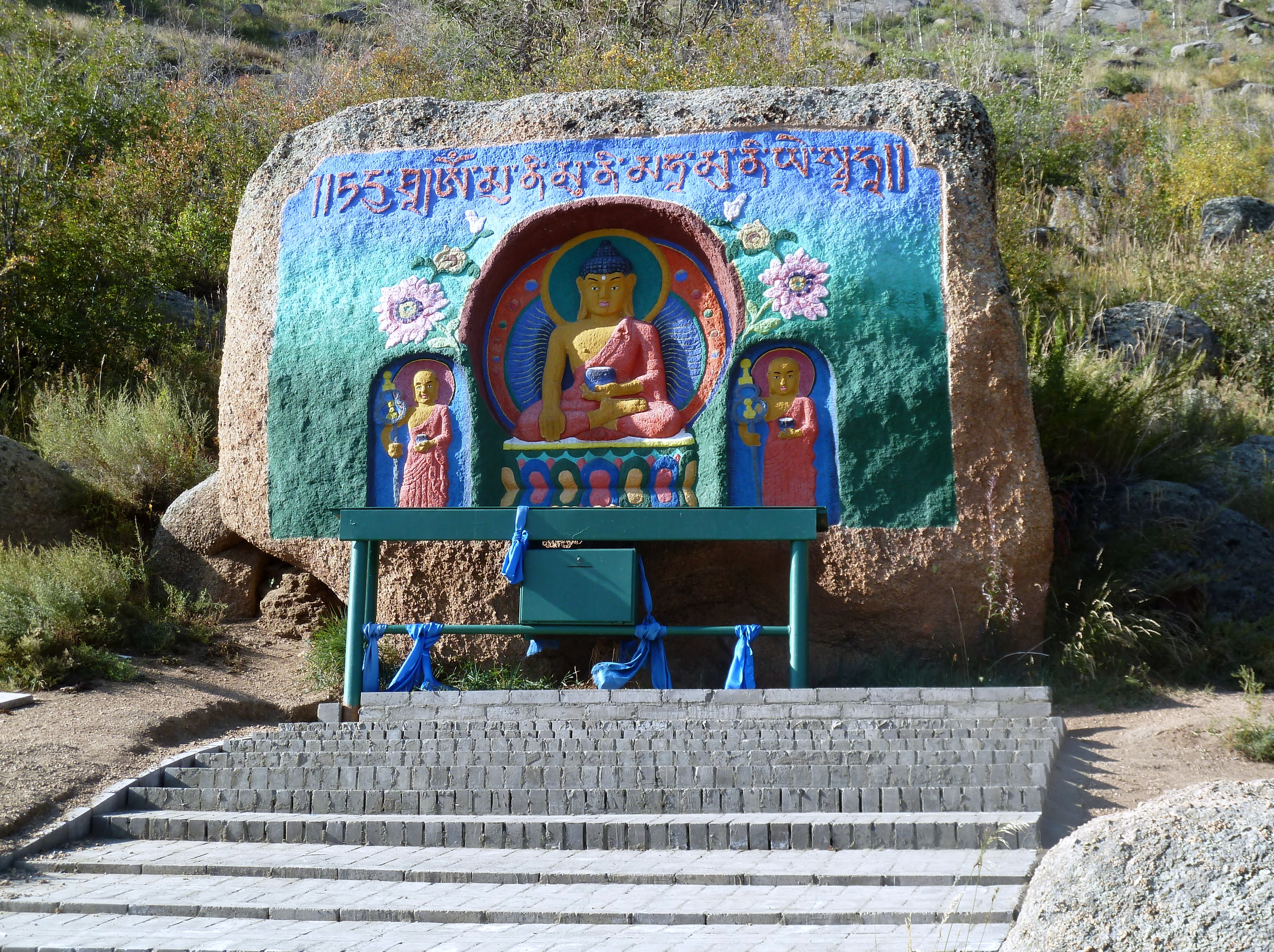
ex-voto sur le chemin du monastère  Gunji
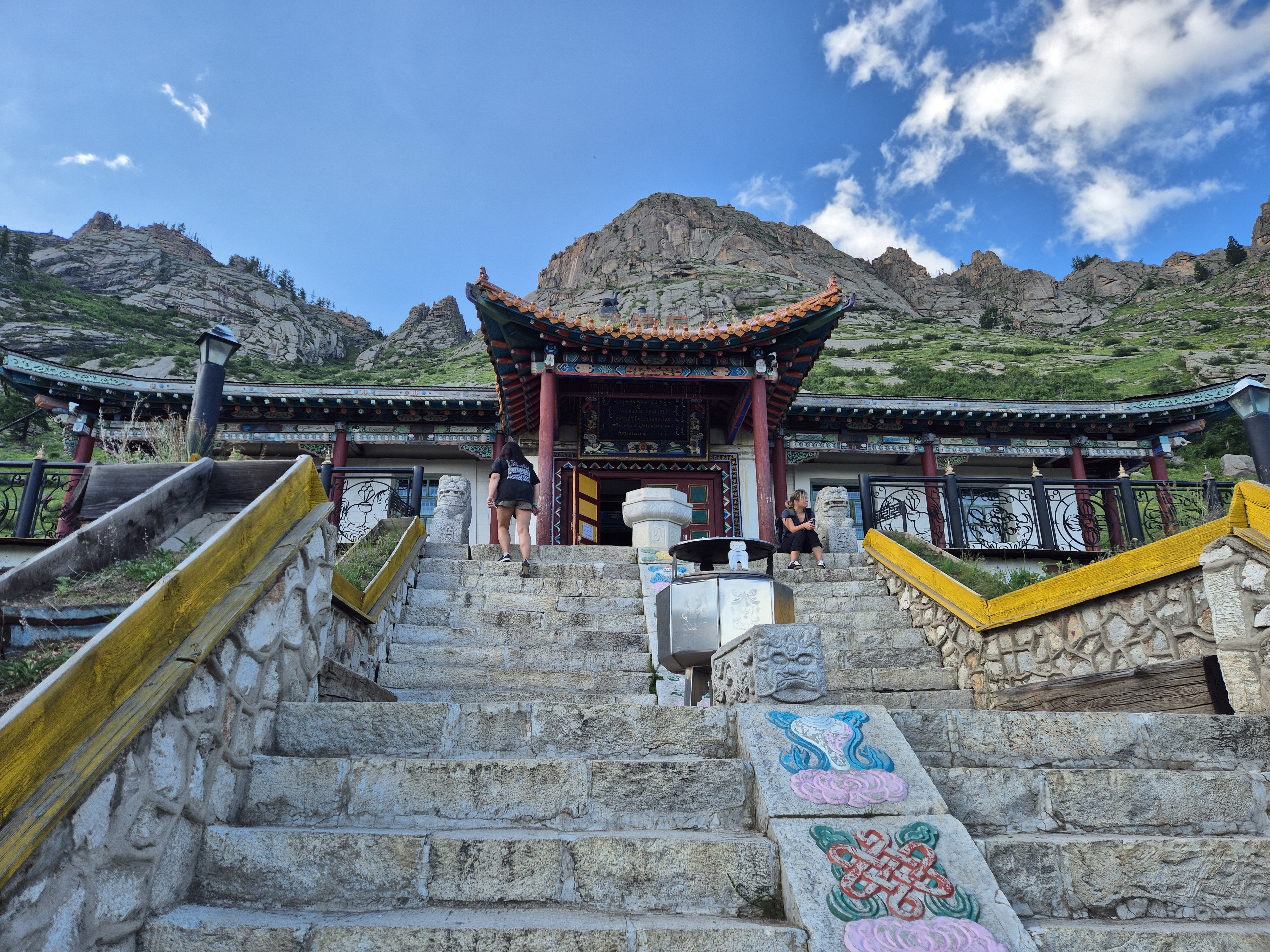
Monastère Gunji érigé au xviiie siècle

### Activités du camp

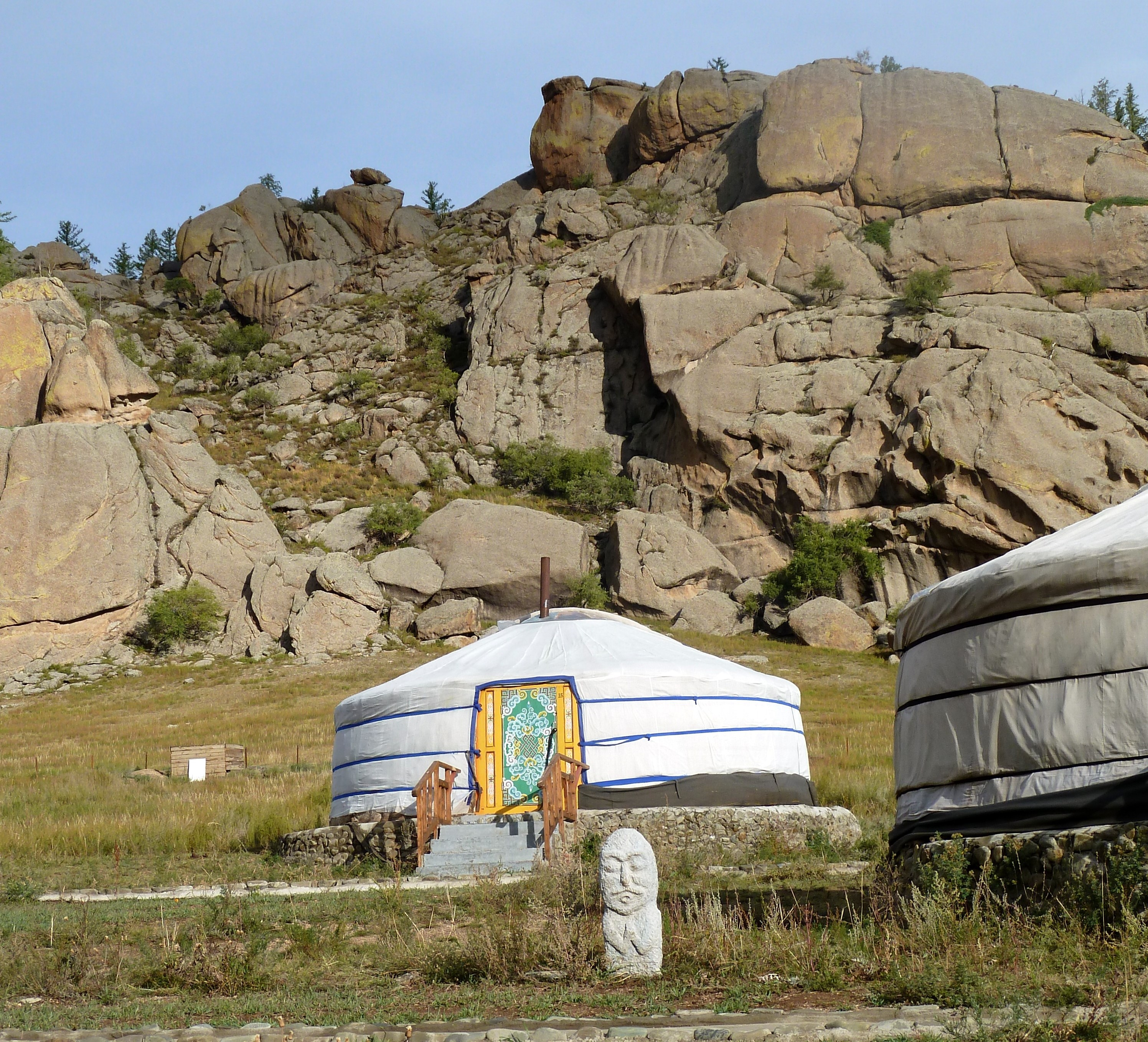
Yourtes du camp à Gorkhi-Terelj
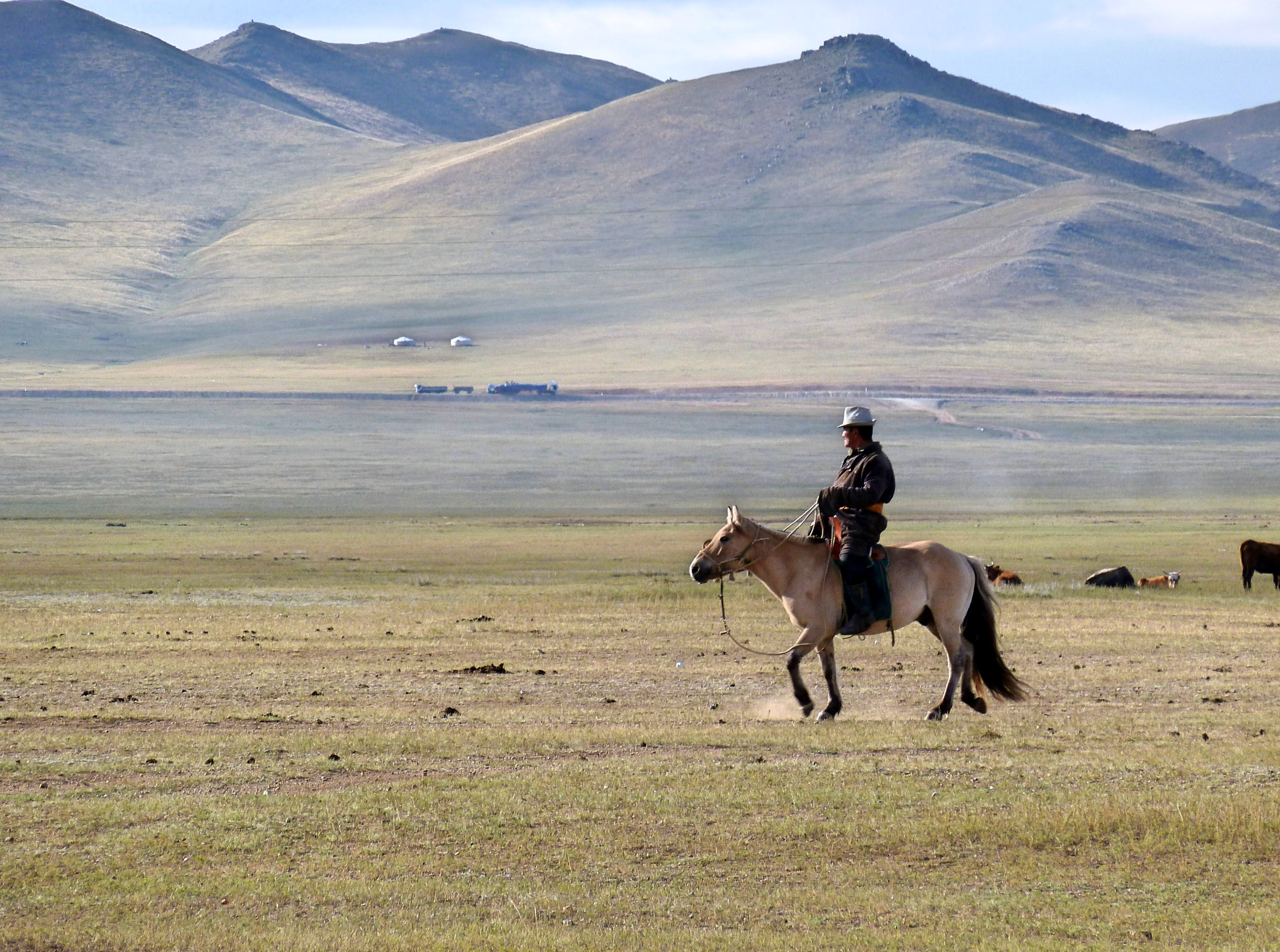
Stud in Khustain Nuruu National Park
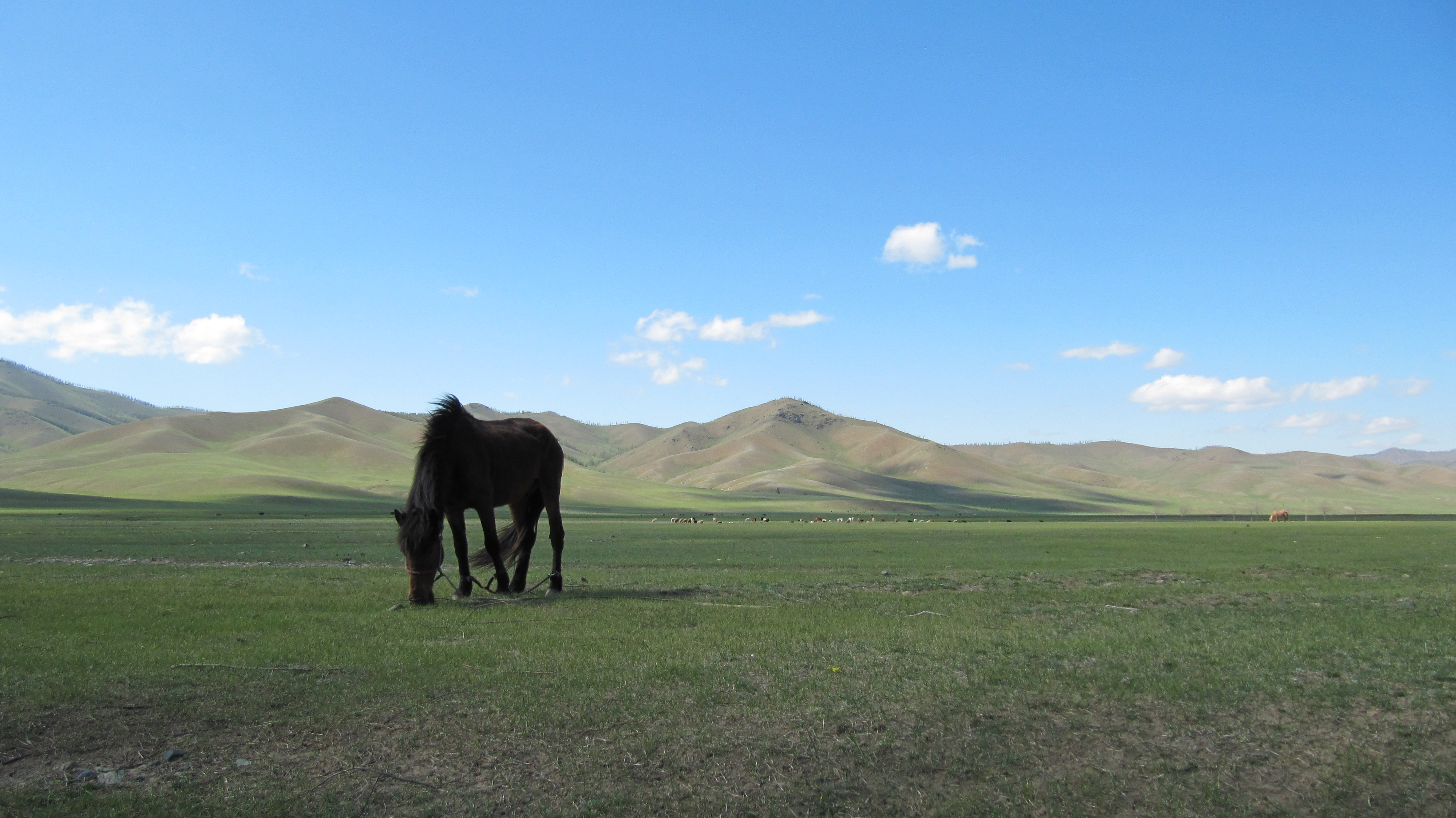
Cheval au repos dans la steppe
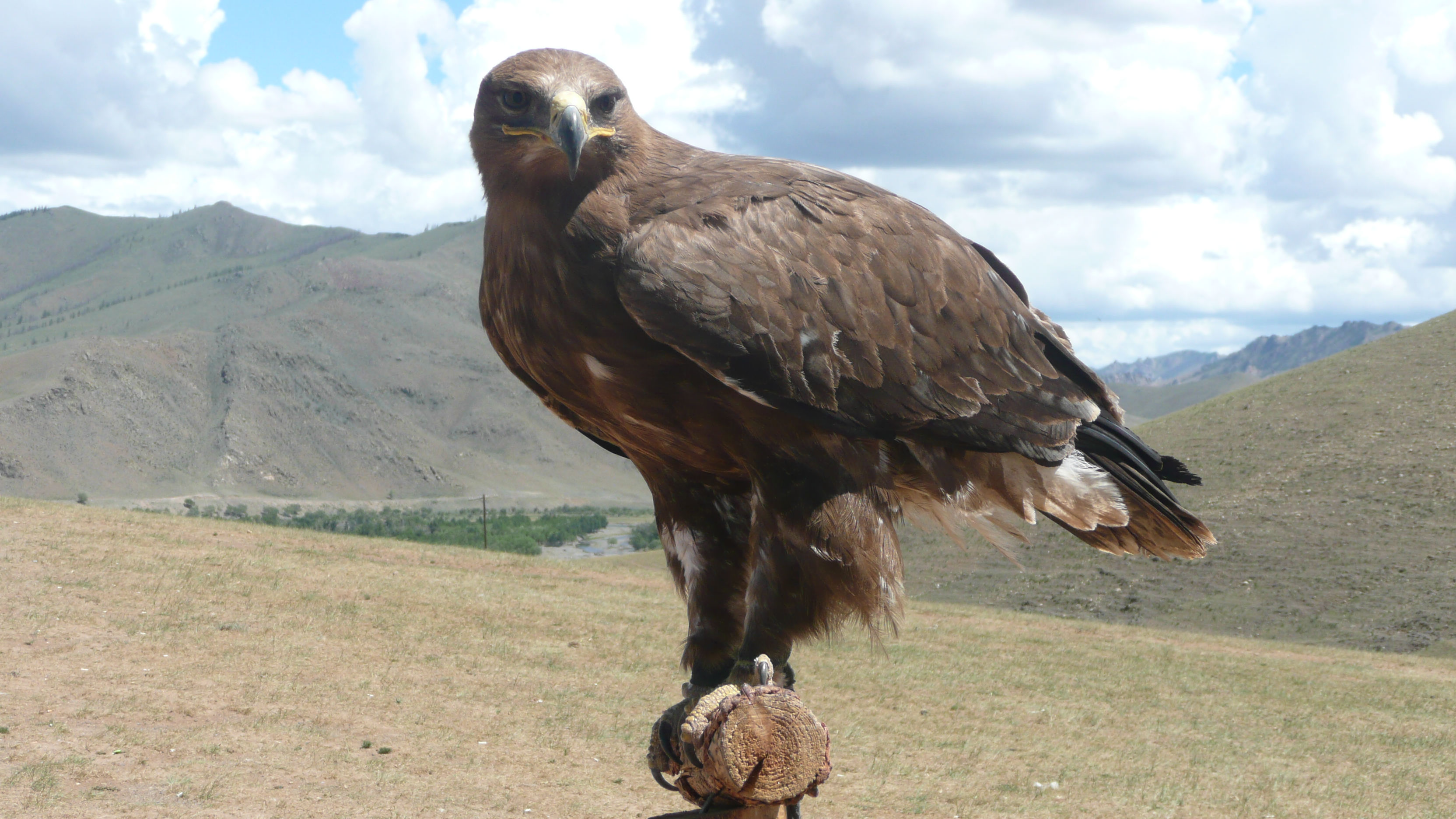
Fauconnerie à Gorkhi-Terelj